# Аррей (Нью-Мексико)
Аррей (англ. Arrey) — переписна місцевість (CDP) в США, в окрузі Сьєрра штату Нью-Мексико. Населення — 296 осіб (2020).

## Географія
Аррей розташований за координатами 32°50′50″ пн. ш. 107°19′13″ зх. д. / 32.84722° пн. ш. 107.32028° зх. д. (32.847175, -107.320347).  За даними Бюро перепису населення США в 2010 році переписна місцевість мала площу 2,05 км², уся площа — суходіл.

## Демографія
Згідно з переписом 2010 року, у переписній місцевості мешкали 232 особи в 79 домогосподарствах у складі 70 родин. Густота населення становила 113 особи/км².  Було 94 помешкання (46/км²).
Расовий склад населення:
| - 66,4 % — білих - 0,4 % — корінних американців - 0,4 % — чорних або афроамериканців - 31,9 % — осіб інших рас |

До двох чи більше рас належало 0,9 %. Частка іспаномовних становила 83,2 % від усіх жителів.
За віковим діапазоном населення розподілялося таким чином: 30,2 % — особи молодші 18 років, 52,1 % — особи у віці 18—64 років, 17,7 % — особи у віці 65 років та старші. Медіана віку мешканця становила 40,3 року. На 100 осіб жіночої статі у переписній місцевості припадало 95,0 чоловіків;  на 100 жінок у віці від 18 років та старших — 76,1 чоловіків також старших 18 років.
Середній дохід на одне домашнє господарство  становив 29 367 доларів США (медіана — 30 096), а середній дохід на одну сім'ю — 32 836 доларів (медіана — 30 962). За межею бідності перебувало 11,9 % осіб, у тому числі 0,0 % дітей у віці до 18 років та 44,0 % осіб у віці 65 років та старших.
Цивільне працевлаштоване населення становило 120 осіб. Основні галузі зайнятості: освіта, охорона здоров'я та соціальна допомога — 66,7 %, сільське господарство, лісництво, риболовля — 21,7 %, будівництво — 11,7 %.